# 喬帕 (伊利諾伊州)
喬帕（英語：Joppa）是位於美國伊利諾伊州馬薩克縣的一個村落。

## 地理
喬帕的座標為37°12′27″N 88°50′35″W / 37.20750°N 88.84306°W，而該地最高點為海拔高度107米（即351英尺）。

## 人口
根據2010年美國人口普查的數據，喬帕的面積為1.70平方千米，當中陸地面積為1.69平方千米，而水域面積為0.01平方千米。當地共有人口360人，而人口密度為每平方千米211人。